# Samsung Galaxy Gio
A Samsung GT-S5660 Galaxy Gio egy androidos mobiltelefon (okostelefon), amelyet a Samsung 2011 márciusában jelentett be. Az Android 2.2.1-es verzióját tartalmazza, de már az Android 2.3.6 is elérhető rá.  A telefon 800MHz-es processzorral, 512 MB belső memóriával, 3,2 hüvelykes, 320×480 pixeles TFT-LCD
kijelzővel, kapacitív érintőkijelzővel és 3,2 megapixeles kamerával rendelkezik.

## Processzorok
A Samsung Galaxy Gio-t jelenleg Qualcomm MSM7227-1 Turbo ARMv6 CPU-val szerelik, mely az Adreno 200 GPU-ját használja.

## Memória
A készülékben 384 MB RAM és 512 belső tárhely kapott helyet. A tárhely microSD-vel akár további 32 GB-ig bővíthető.

## Szoftvere
A Galaxy Gio Android 2.2 Froyo verzióval érkezett meg a Samsung TouchWiz felhasználói felületével.

## Képernyő
A Samsung Galaxy Ace 3,2 hüvelykes TFT-LCD HVGA érintőképernyővel rendelkezik.

## Külső hivatkozások
- samsung.com
- mobilarena.hu